# Krivodol (Trilj)
 Krivodol  je naselje (selo) koje se nalazi 10 kilometara sjeverno od grada Trilj i sastavni je dio župe Grab.

## Zemljopisni položaj
Naselje Krivodol se nalazi na istočnom rubu Sinjskog polja prislonjeno na padinu planine Kamešnice. 

## Stanovništvo
| broj stanovnika | 164   |       | 210   | 201   | 215   | 368   |       | 295   | 226   | 226   | 221   | 147   | 31    | 11    | 6     | 2     | 1     |
|                 | 1857. | 1869. | 1880. | 1890. | 1900. | 1910. | 1921. | 1931. | 1948. | 1953. | 1961. | 1971. | 1981. | 1991. | 2001. | 2011. | 2021. |

## Povijest
Naselje Krivodol je poznato po tome što je u Drugom svjetskom ratu bilo svjedok pokolja stanovnika od strane SS divizije Princ Eugen koja je pobila oko 1500 mještana obližnjih naselja većinom djece, staraca i žena 28. i 29. ožujka 1944. godine. U naselju je podignuto spomen obilježje s imenima poginulih u znak sjećenje na taj tragični događaj. 

## Vanjske poveznice
1. ↑  Registar prostornih jedinica Državne geodetske uprave Republike Hrvatske. Wikidata Q119585703
2. ↑  Popis stanovništva, kućanstava i stanova 2021. – stanovništvo prema starosti i spolu po naseljima (hrvatski i engleski). Državni zavod za statistiku. 22. rujna 2022. Wikidata Q118496886
3. ↑  Naselje i odredišni poštanski ured. Hrvatska pošta. Pristupljeno 3. siječnja 2022.
4. ↑  Članak o pokolju. Inačica izvorne stranice arhivirana 18. studenoga 2009. Pristupljeno 20. studenoga 2009. journal zahtijeva |journal= (pomoć)